# Horst Schumann

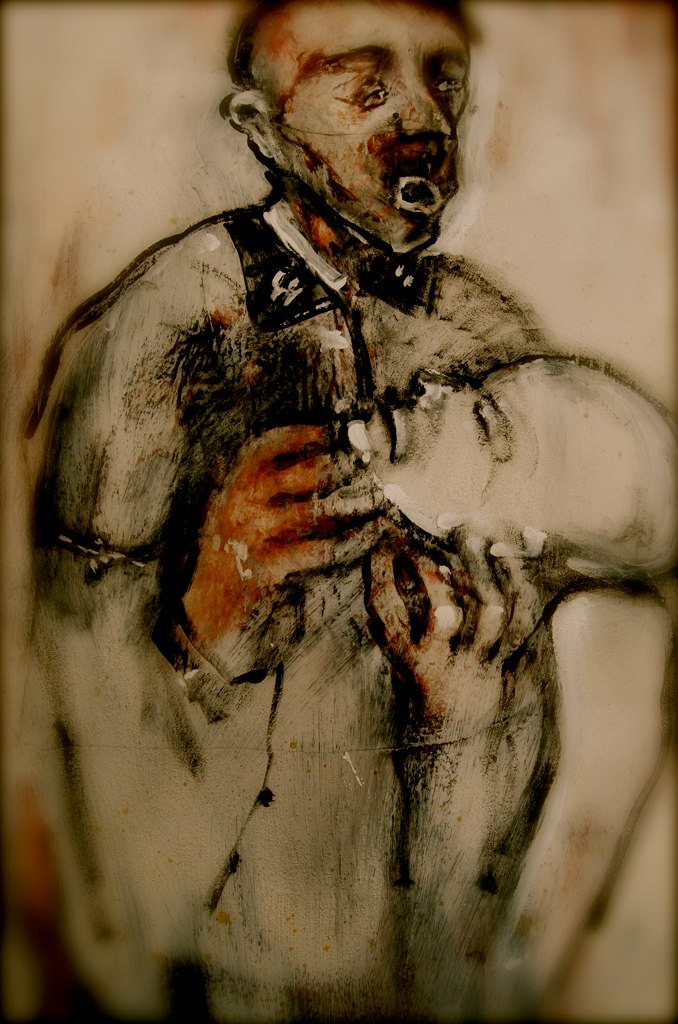
”Dr. Horst Schumann med frivillig patient”. Målning av Stefan Krikl.

Horst Schumann, född 1 maj 1906 i Halle an der Saale, död 5 maj 1983 i Frankfurt am Main, var en tysk SS-läkare, delaktig i Tredje rikets så kallade eutanasiprogram Aktion T4 och Aktion 14f13. Han var även ansvarig för medicinska experiment på lägerfångar i Auschwitz.

## Biografi
Horst Schumann var son till läkaren Paul Schumann. Horst Schumann gick med i Nationalsocialistiska tyska arbetarepartiet 1930 och Sturmabteilung 1932. År 1933 promoverades Schumann till medicine doktor efter att ha lagt fram avhandlingen Frage der Jodresorption und der therapeutischen Wirkung sog. Jodbäder. I början av sin läkarkarriär tjänstgjorde han som assistent vid kirurgiska kliniken vid Halles universitet. År 1939 rekryterades han till Luftwaffe som läkare.
Den 1 september 1939 inleddes officiellt Tredje rikets så kallade eutanasiprogram Aktion T4, inom vilket psykiskt och fysiskt funktionshindrade patienter mördades. Efter ett möte med Viktor Brack på Führerkansliet anslöt sig Schumann till Aktion T4. I januari 1940 utsågs han till direktor för eutanasianstalten Grafeneck (NS-Tötungsanstalt Grafeneck), där patienter gasades ihjäl med kolmonoxid i en gaskammare. Senare samma år var han även verksam vid anstalten i Sonnenstein. Året därpå ingick han i en kommission av läkare som inom ramen för Aktion 14f13 lät överföra svaga och sjuka lägerfångar från Auschwitz, Buchenwald, Dachau, Flossenbürg, Gross-Rosen, Mauthausen, Neuengamme och Niederhagen till eutanasianstalterna.

### Auschwitz
Den 28 juli 1941 anlände Schumann till Auschwitz och inledde sina experiment i Block 30. Han lät utsätta såväl män som kvinnor för tvångssterilisering genom att röntgenstrålar riktades mot deras könsorgan. De flesta avled efter svårt lidande eller gasades ihjäl, då strålningen hade åsamkat dem brännskador vilka gjort dem arbetsodugliga. Männens testiklar avlägsnades och sändes till Breslau för histopatologisk undersökning. Schumann valde även ut kvinnor från Block 10 för röntgenexperiment; för att studera resultatet opererade man bort en av offrets äggstockar.
Schumann utförde även tyfusexperiment genom att injicera fångar med blod från tyfuspatienter. Därefter försökte han att bota de nyinsjuknade patienterna. Schumann lämnade Auschwitz i september 1944 och kom ånyo till Sonnenstein, som hade byggts om till militärsjukhus.

### Efter andra världskriget
Schumann greps av amerikanska soldater i januari 1945, när han tjänstgjorde som militärläkare på västfronten. Han släpptes i oktober 1945 och började året därpå att verka som idrottsläkare i Gladbeck. I början av 1950-talet kom myndigheterna Schumann på spåren och han flydde så småningom till Egypten och vidare till Sudan. Efter att ha blivit igenkänd flydde han 1962 till Ghana, där han kom under president Kwame Nkrumahs beskydd. År 1966 utlämnades Schumann från Ghana till Västtyskland. I september 1970 inleddes rättegången mot Schumann inför Landgericht Frankfurt am Main. Rättsförhandlingarna avbröts dock i april 1971 på grund av den åtalades fysiska ohälsa. Schumann släpptes den 29 juli 1972.